# Manel Menéndez
José Manuel Menéndez Erimia conosciuto come Manel Menéndez (Avilés, 7 gennaio 1971) è un allenatore di calcio ed ex calciatore spagnolo di ruolo difensore o centrocampista, allenatore del Club Marino de Luanco.

## Palmarès

### Club

#### Competizioni nazionali
- Segunda División B spagnola: 2

Siviglia: 1989-1990
Eibar: 2006-2007
- Campionato spagnolo: 1

Deportivo de La Coruña: 1999-2000